# Чёрное (Пермский край)
Чёрное — посёлок в Соликамском районе Пермского края. Входит (с 2019 г.) в муниципальное образование Соликамский городской округ.

## История
До 1 января 2019 гг. Чёрное входило в муниципальное образование «Соликамский район». Когда муниципальный район был упразднен, то все входившие в его состав поселения, включая Половодовское сельское поселение, были упразднены и объединены с городским округом в новое единое муниципальное образование городской округ Соликамский.
В то же время Чёрное входит в АТЕ Соликамский район, который сохраняет свой статус как административно-территориальная единица края

## География
Географическое положение
Расположен примерно в 8 км к северо-западу от центра поселения, села Половодово, и в 11 км к северо-востоку от районного центра, города Соликамск.
уличная сеть
- Больничная ул.
- Восточная ул.
- Дачная ул.
- Дружбы ул.
- Звезды ул.
- Лесная ул.
- Мира ул.
- Молодёжная ул.
- Набережная ул.
- Новая ул.
- Первомайская ул.
- Рабочая ул.
- Сосновая ул.
- Фурманова ул.
- Чапаева ул.
- Юбилейная ул.

## Население
| 2010 | 2021  |
| ---- | ----- |
| 1014 | ↗1056 |

## Топографические карты
- Лист карты O-40-6 Тюлькино. Масштаб: 1 : 100 000. Издание 1978 г.